# Živinički sokolovi
Živinički sokolovi (premijera 18. ožujka 2017. godina) je dokumentarno-igrani film producenta Maria Lukića. Film pripovjeda o ratnom putu bojne živiničke bojne 115. brigade HVO Zrinski Živinički sokolovi a sugovornike čine stvarni akteri te stvarne lokacije. Ideja o ovakvom produkcijskom zahvatu producentu i reditelju filma se javila tako što je nakon mnogo godina provedenih „Na spomeniku“ (spomenik palim borcima bojne „Živinički sokolovi“ u selu Lugu, Općina Živincie) odlučio se na svoj način zahvaliti Njima. Mario Lukić je mladi producent i magistar ekonomije (trenutno živi i radi u Zagrebu na Hrvatskoj radioteleviziji) kome je ovaj projekat prvi veliki projekat u karijeri no dostojanstveno ga je izveo do kraja, uz pomoć prijatelja Ivana Mišića koji je imao funkciju direktora fotografije. Film je isprva osmišljen kao čisto dokumentarni film, no autor je odlučio na osnovu saznanja napisati scenarij i za igrani dio filma tako da svjedočenja sugovornika prate i igrane scene. Scenarij je raspisan po kronologiji ranih događanja. Uloge u igranom dijelu filma su ostvarili: Ivan Andrić i Danijel Kerošević. 
Tvorci filma obišli su i neke stvarne lokalitete i koristili neke izvorne snimke, radi ostavljanja jednog trajna dokumenta povijest brigade Živinički Sokolovi.
U filmu su govorili: Ivo Andrić Lužanski, Dragi Jakić, Zdenko Mišić – Bučo, Goran Mišić, Božo Antunović, Anto Lučić – Bubalo, Zdenko Tadić, Filip Ilijanić, Ivo Anđelović, Mirko Zečević – Tadić, Vedran Petrović, Mario Sović, Mirsad Nišić.